# Gradina (samhälle)
Gradina är ett samhälle i Bosnien och Hercegovina.   Det ligger i entiteten Federationen Bosnien och Hercegovina, i den nordvästra delen av landet, 230 km nordväst om huvudstaden Sarajevo. Gradina ligger 341 meter över havet och antalet invånare är 401.
Terrängen runt Gradina är platt åt nordväst, men åt sydost är den kuperad. Terrängen runt Gradina sluttar västerut. Runt Gradina är det ganska tätbefolkat, med 93 invånare per kvadratkilometer.. Närmaste större samhälle är Bihać, 14,4 km söder om Gradina. 
I omgivningarna runt Gradina växer i huvudsak lövfällande lövskog.